# Eucera velutina
Eucera velutina är en biart som först beskrevs av Ferdinand Morawitz 1873.
Eucera velutina ingår i släktet långhornsbin och familjen långtungebin. Inga underarter finns listade i Catalogue of Life.